# Invisible Stripes
Invisible Stripes („Dungi invizibile”, scris uneori ca „Dungi invisibile”) este un film dramatic polițist din 1939 regizat de Lloyd Bacon, cu George Raft, Jane Bryan⁠(d) și William Holden în rolurile principale, și cu Humphrey Bogart și Flora Robson în rolurile secundare. 
În film, la un moment dat, George Raft îi întâlnește pe Humphrey Bogart și Lee Patrick care părăsesc un cinematograf unde este promovat în mod vizibil filmul Nu poți scăpa de crimă (din același an), cu Bogart în rolul principal.

## Distribuție
- George Raft - Cliff Taylor
- Jane Bryan - Peggy
- William Holden - Tim Taylor
- Humphrey Bogart - Charles Martin
- Flora Robson - Mrs. Taylor
- Henry O'Neill - Parole Officer Masters
- Paul Kelly - Ed Kruger
- Lee Patrick - Molly Daniels
- Marc Lawrence - Lefty Sloan
- Joe Downing - Johnny Hudson
- Tully Marshall - Old Peter
- Margot Stevenson -s Sue
- Joseph Crehan - Mr. Chasen
- Chester Clute - Mr. Butler
- John Hamilton - Police Capt. Johnson
- Frankie Thomas - Tommy McNeill
- William Haade - Shrank
- Emory Parnell - Policeman

## Galerie

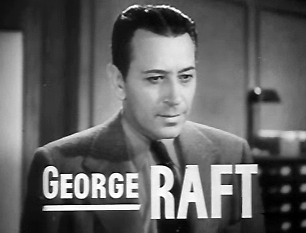
George Raft pe genericul filmului
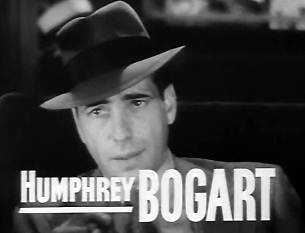
Humphrey Bogart pe genericul filmului
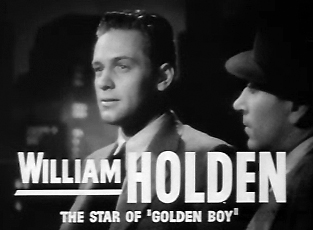
William Holden pe genericul filmului